# Bythocythere bilobata
Bythocythere bilobata is een mosselkreeftjessoort uit de familie van de Bythocytheridae. De wetenschappelijke naam van de soort is voor het eerst geldig gepubliceerd in 1967 door Hulings.